# Dean Jagger
Dean Jagger (7. listopadu 1903 Columbus Grove nebo Lima, Ohio, USA – 5. února 1991 Santa Monica, Kalifornie, USA) byl americký herec, který získal Oscara za nejlepší mužský herecký výkon ve vedlejší roli za svůj výkon ve filmu Henryho Kinga Přímo nad hlavou (1949). 

## Životopis
Dean Jagger se narodil 7. listopadu 1903 v Limě ve státě Ohio. Působil jako učitel, než začal v Chicagu studovat herectví. Začínal jako divadelní herec a v roce 1929 debutoval v němém snímku The Woman from Hell (1929).
Mezi jeho známé filmy patří Brigham Young (1940) v režii Henryho Kinga, Western Union (1941), Pursued (1947), Přímo nad hlavou (1949) za který získal Oscara za nejlepší mužský herecký výkon ve vedlejší roli. Dále hrál v dramatech Executive Suite (1954), nebo Černý den v Black Rock (1955). Ztvárnil více než sto rolí v televizi i filmu. Má hvězdu na Hollywoodském chodníku slávy.
V pozdějších letech svého života přidal k Církvi Ježíše Krista Svatých posledních dnů. V pozdějším věku trpěl srdečními chorobami. Zemřel 5. února 1991 ve spánku v Santa Monice v Kalifornii. Bylo mu 87 let. Zanechal po sobě třetí manželku Ettu, dceru a dva nevlastní syny.

## Filmografie (výběr)
- The Woman from Hell (1929)
- Brigham Young (1940)
- Western Union (1941)
- Pursued (1947)
- Přímo nad hlavou (1949)
- Executive Suite (1954)
- Černý den v Black Rock (1955)